# 威利站 (伊利諾伊州)
威利站（英語：Willey Station）是位於美國伊利諾伊州克里斯蒂安縣的一個非建制地區。該地的面積和人口皆未知。

## 地理
威利站的座標為39°35′49″N 89°14′00″W / 39.59694°N 89.23333°W，而該地的平均海拔高度為193米（即633英尺）。